# Трей Гарді
Трей Гарді  (англ. Trey Hardee, 7 лютого 1984) — американський легкоатлет, олімпійський медаліст.

## Виступи на Олімпіадах
| Олімпіада   | Дисципліна    | Місце |
| ----------- | ------------- | ----- |
| Пекін 2008  | десятиборство | AC    |
| Лондон 2012 | десятиборство | 2     |

## Зовнішні посилання
- Досьє на sport.references.com [Архівовано 13 червня 2017 у Wayback Machine.]